# Weatherbies Point
Weatherbies Point (do 6 lutego 1967 Brûlé Point, do 24 marca 1976 Brule Point) – przylądek (point) w kanadyjskiej prowincji Nowa Szkocja, w hrabstwie Colchester (45°45′55″N, 63°10′37″W), wysunięty w zatokę Amet Sound, na jej południowym brzegu; nazwa Brûlé Point urzędowo zatwierdzona 6 maja 1947.